# Hala Gezah
Hala Gezah (sinh ngày 17 tháng 9 năm 1989 tại Tripoli) là một vận động viên chạy nước rút của Libya. Cô đã tham gia cuộc thi 100 mét tại Thế vận hội Mùa hè 2012 ở London. Cô là vận động viên nữ duy nhất thi đấu cho Libya tại Thế vận hội mùa hè 2012.

## Cuộc sống ban đầu
Khi cô còn nhỏ, cha cô, một cầu thủ bóng đá, trở thành một vận động viên. Cô ấy sinh hoạt theo đức tin Hồi giáo.
Việc đào tạo thể thao của Gezah đã bị gián đoạn sau khi nhà độc tài của Libya, Muammar Gaddafi, bị lật đổ. Sự thay đổi chính trị làm gián đoạn liên lạc với một liên đoàn thể thao địa phương và khiến Ủy ban Olympic Libya không có tiền.
Bên cạnh việc đào tạo như một người chạy bộ, Gezah cũng nghiên cứu khoa học.

## Sự nghiệp
Gezah chỉ tham gia một cuộc thi vào năm 2012 trước Thế vận hội Olympic. Kết quả của cô tại giải vô địch điền kinh châu Phi hai năm một lần ở Bénin là không đủ để tham gia các trò chơi Olympic. Gezah là người phụ nữ Libya duy nhất tham dự Thế vận hội Mùa hè 2012. Vì Ủy ban Olympic quốc tế khuyến khích sự tham gia từ nhiều quốc gia, Libya đã có thể gửi một vận động viên điền kinh và chọn Gezah. Cô là một trong bốn vận động viên Libya tham gia Thế vận hội Mùa hè 2012 và là vận động viên nữ Libya duy nhất tham gia thi đấu. Vào ngày 3 tháng 8 năm 2012, cô đã điều hành vòng sơ tuyển cho 100 mét nữ trong 13,24 giây, đặt 23 trong số 33 người tham gia ký tự đại diện, không đủ điều kiện cho cô vào Vòng 1.
Thời gian ghi hình tốt nhất của cá nhân cô trong cuộc thi là 13,15 giây trong 100 mét và 27,32 giây trong 200 mét. Cả hai kết quả được ghi nhận tại Porto Novo vào ngày 27 tháng 6 năm 2012 và ngày 30 tháng 6 năm 2012.